# Herrarnas tiokamp vid världsmästerskapen i friidrott 2022
Herrarnas tiokamp vid världsmästerskapen i friidrott 2022 avgjordes mellan den 23 och 24 juli 2022 på Hayward Field i Eugene i USA.
Franska Kevin Mayer tog guld med ett totalt resultat på 8 816 poäng. Silvret togs av kanadensiska Pierce LePage och bronset togs av amerikanska Zachery Ziemek.

## Rekord
Innan tävlingens start fanns följande rekord:
| Rekord                                         | Idrottare               | Resultat    | Plats                     | Datum             |
| ---------------------------------------------- | ----------------------- | ----------- | ------------------------- | ----------------- |
| Världsrekord                                   | Kevin Mayer (FRA)       | 9 126 poäng | Talence, Frankrike        | 16 september 2018 |
| Mästerskapsrekord                              | Ashton Eaton (USA)      | 9 045 poäng | Peking, Kina              | 29 augusti 2015   |
| Världsårsbästa                                 | Garrett Scantling (USA) | 8 867 poäng | Fayetteville, USA         | 7 maj 2022        |
| Afrikanskt rekord                              | Larbi Bourrada (ALG)    | 8 521 poäng | Rio de Janeiro, Brasilien | 18 augusti 2016   |
| Asiatiskt rekord                               | Dmitrij Karpov (KAZ)    | 8 725 poäng | Aten, Grekland            | 24 augusti 2004   |
| Nord-, centralamerikanskt och karibiskt rekord | Ashton Eaton (USA)      | 9 045 poäng | Peking, Kina              | 29 augusti 2015   |
| Sydamerikanskt rekord                          | Carlos Chinin (BRA)     | 8 393 poäng | São Paulo, Brasilien      | 8 juni 2013       |
| Europeiskt rekord                              | Kevin Mayer (FRA)       | 9 126 poäng | Talence, Frankrike        | 16 september 2018 |
| Oceaniskt rekord                               | Ashley Moloney (AUS)    | 8 649 poäng | Tokyo, Japan              | 5 augusti 2021    |

## Program
Alla tider är lokal tid (UTC−7).
| Datum   | Tid   | Omgång         |
| ------- | ----- | -------------- |
| 23 juli | 09:50 | 100 meter      |
| 23 juli | 10:40 | Längdhopp      |
| 23 juli | 12:10 | Kulstötning    |
| 23 juli | 16:10 | Höjdhopp       |
| 23 juli | 18:55 | 400 meter      |
| 24 juli | 09:35 | 110 meter häck |
| 24 juli | 10:30 | Diskus         |
| 24 juli | 12:15 | Stavhopp       |
| 24 juli | 17:05 | Spjutkastning  |
| 24 juli | 19:20 | 1 500 meter    |

## Resultat

### 100 meter
100-meterstävlingen startade den 23 juli klockan 09:50.
| Heat       | 1     | 2     | 3     |
| ---------- | ----- | ----- | ----- |
| Starttid   | 09:50 | 09:58 | 10:08 |
| Vind (m/s) | -0,2  | +1,1  | +0,8  |

| Placering | Heat | Namn                | Nationalitet | Tid   | Poäng | Noteringar |
| --------- | ---- | ------------------- | ------------ | ----- | ----- | ---------- |
| 1         | 3    | Damian Warner       | Kanada       | 10,27 | 1 030 |            |
| 2         | 3    | Pierce LePage       | Kanada       | 10,39 | 1 001 |            |
| 3         | 3    | Ashley Moloney      | Australien   | 10,49 | 977   | 0SB0       |
| 4         | 3    | Ayden Owens-Delerme | Puerto Rico  | 10,52 | 970   |            |
| 5         | 3    | Zachery Ziemek      | USA          | 10,57 | 959   |            |
| 6         | 3    | Kevin Mayer         | Frankrike    | 10,62 | 947   | 0SB0       |
| 7         | 3    | Kyle Garland        | USA          | 10,69 | 931   |            |
| 8         | 3    | Lindon Victor       | Grenada      | 10,78 | 910   |            |
| 9         | 2    | Ken Mullings        | Bahamas      | 10,83 | 899   |            |
| 10        | 1    | Sander Skotheim     | Norge        | 10,88 | 888   | 0PB0       |
| 11        | 2    | Cedric Dubler       | Australien   | 10,93 | 876   |            |
| 12        | 2    | Steve Bastien       | USA          | 10,93 | 876   |            |
| 13        | 2    | Johannes Erm        | Estland      | 10,94 | 874   |            |
| 14        | 1    | Daniel Golubovic    | Australien   | 10,99 | 863   |            |
| 15        | 2    | Leo Neugebauer      | Tyskland     | 11,07 | 845   |            |
| 16        | 2    | Jiří Sýkora         | Tjeckien     | 11,11 | 836   | 0SB0       |
| 17        | 2    | Janek Õiglane       | Estland      | 11,12 | 834   |            |
| 18        | 1    | Maicel Uibo         | Estland      | 11,14 | 830   | 0SB0       |
| 19        | 2    | Kai Kazmirek        | Tyskland     | 11,19 | 819   |            |
| 20        | 1    | Niklas Kaul         | Tyskland     | 11,22 | 812   |            |
| 21        | 1    | Tim Nowak           | Tyskland     | 11,43 | 767   |            |
| 22        | 1    | Marcus Nilsson      | Sverige      | 11,46 | 761   |            |
|           | 1    | Andy Preciado       | Ecuador      | 0DNF0 | 0     |            |

### Längdhopp
Längdhoppstävlingen startade den 23 juli klockan 10:40.
| Placering | Grupp | Namn                | Nationalitet | Omgång | Omgång | Omgång | Resultat | Poäng | Noteringar | Totalt | Totalt    |
| Placering | Grupp | Namn                | Nationalitet | 1      | 2      | 3      | Resultat | Poäng | Noteringar | Poäng  | Placering |
| --------- | ----- | ------------------- | ------------ | ------ | ------ | ------ | -------- | ----- | ---------- | ------ | --------- |
| 1         | A     | Damian Warner       | Kanada       | 7,55 m | 7,87 m | 7,51 m | 7,87 m   | 1 027 |            | 2 057  | 1         |
| 2         | A     | Zachery Ziemek      | USA          | 7,35 m | 7,55 m | 7,70 m | 7,70 m   | 985   | 0SB0       | 1 944  | 3         |
| 3         | A     | Ayden Owens-Delerme | Puerto Rico  | 7,64 m | 7,48 m | x      | 7,64 m   | 970   | 0PB0       | 1 940  | 4         |
| 4         | B     | Cedric Dubler       | Australien   | 7,42 m | 7,56 m | x      | 7,56 m   | 950   | 0SB0       | 1 826  | 9         |
| 5         | A     | Sander Skotheim     | Norge        | x      | 7,55 m | 6,04 m | 7,55 m   | 947   |            | 1 835  | 8         |
| 6         | A     | Kevin Mayer         | Frankrike    | x      | 7,51 m | 7,54 m | 7,54 m   | 945   | 0SB0       | 1 892  | 6         |
| 7         | A     | Pierce LePage       | Kanada       | 7,54 m | 7,21 m | -      | 7,54 m   | 945   | 0SB0       | 1 946  | 2         |
| 8         | B     | Kai Kazmirek        | Tyskland     | 7,49 m | 5,31 m | -      | 7,49 m   | 932   |            | 1 751  | 14        |
| 9         | A     | Leo Neugebauer      | Tyskland     | 6,91 m | 7,46 m | 7,41 m | 7,46 m   | 925   |            | 1 770  | 13        |
| 10        | A     | Ashley Moloney      | Australien   | 7,40 m | 7,46 m | 7,28 m | 7,46 m   | 925   |            | 1 902  | 5         |
| 11        | A     | Steve Bastien       | USA          | 7,10 m | 7,41 m | 7,23 m | 7,41 m   | 913   |            | 1 789  | 10        |
| 12        | A     | Kyle Garland        | USA          | 7,11 m | 7,41 m | x      | 7,41 m   | 913   |            | 1 844  | 7         |
| 13        | B     | Johannes Erm        | Estland      | 7,19 m | x      | 7,37 m | 7,37 m   | 903   | 0SB0       | 1 777  | 12        |
| 14        | B     | Maicel Uibo         | Estland      | 7,21 m | 7,32 m | 6,99 m | 7,32 m   | 891   |            | 1 721  | 15        |
| 15        | B     | Janek Õiglane       | Estland      | 7,26 m | 7,04 m | x      | 7,26 m   | 876   | 0SB0       | 1 710  | 16        |
| 16        | A     | Lindon Victor       | Grenada      | x      | 7,26 m | x      | 7,26 m   | 876   |            | 1 786  | 11        |
| 17        | A     | Jiří Sýkora         | Tjeckien     | 6,82 m | 7,14 m | 6,68 m | 7,14 m   | 847   |            | 1 683  | 18        |
| 18        | B     | Tim Nowak           | Tyskland     | 6,91 m | 6,97 m | 7,13 m | 7,13 m   | 845   |            | 1 612  | 21        |
| 19        | B     | Niklas Kaul         | Tyskland     | 6,91 m | 6,96 m | 7,09 m | 7,09 m   | 835   |            | 1 647  | 20        |
| 20        | B     | Daniel Golubovic    | Australien   | 6,96 m | x      | x      | 6,96 m   | 804   | 0SB0       | 1 667  | 19        |
| 20        | B     | Ken Mullings        | Bahamas      | x      | x      | 6,96 m | 6,96 m   | 804   | 0SB0       | 1 703  | 17        |
| 22        | B     | Marcus Nilsson      | Sverige      | 4,42 m | 5,90 m | -      | 5,90 m   | 565   |            | 1 326  | 22        |

### Kulstötning
Kultävlingen startade den 23 juli klockan 12:10.
| Placering | Grupp | Namn                | Nationalitet | Omgång  | Omgång  | Omgång  | Resultat | Poäng | Noteringar | Totalt | Totalt    |
| Placering | Grupp | Namn                | Nationalitet | 1       | 2       | 3       | Resultat | Poäng | Noteringar | Poäng  | Placering |
| --------- | ----- | ------------------- | ------------ | ------- | ------- | ------- | -------- | ----- | ---------- | ------ | --------- |
| 1         | A     | Lindon Victor       | Grenada      | 16,00 m | 15,38 m | 16,29 m | 16,29 m  | 869   | 0SB0       | 2 655  | 6         |
| 2         | A     | Leo Neugebauer      | Tyskland     | 14,38 m | 15,83 m | x       | 15,83 m  | 841   |            | 2 611  | 9         |
| 3         | A     | Zachery Ziemek      | USA          | 15,09 m | 15,28 m | 15,37 m | 15,37 m  | 812   | 0PB0       | 2 756  | 2         |
| 4         | A     | Kyle Garland        | USA          | 15,19 m | 15,24 m | x       | 15,24 m  | 804   |            | 2 648  | 7         |
| 5         | B     | Maicel Uibo         | Estland      | 13,95 m | 14,52 m | 15,17 m | 15,17 m  | 800   | 0PB0       | 2 521  | 12        |
| 6         | B     | Johannes Erm        | Estland      | 14,74 m | 14,90 m | 15,01 m | 15,01 m  | 790   | 0PB0       | 2 567  | 10        |
| 7         | A     | Daniel Golubovic    | Australien   | 12,97 m | 15,00 m | 14,36 m | 15,00 m  | 790   |            | 2 457  | 18        |
| 8         | B     | Damian Warner       | Kanada       | 14,83 m | 14,99 m | x       | 14,99 m  | 789   | 0SB0       | 2 846  | 1         |
| 9         | A     | Kevin Mayer         | Frankrike    | 14,98 m | x       | x       | 14,98 m  | 788   |            | 2 680  | 5         |
| 10        | A     | Ayden Owens-Delerme | Puerto Rico  | 14,38 m | 14,97 m | 14,65 m | 14,97 m  | 788   |            | 2 728  | 3         |
| 11        | A     | Jiří Sýkora         | Tjeckien     | 14,89 m | 14,83 m | 14,56 m | 14,89 m  | 783   |            | 2 466  | 17        |
| 12        | B     | Janek Õiglane       | Estland      | 14,31 m | 14,83 m | 14,70 m | 14,83 m  | 779   |            | 2 489  | 14        |
| 13        | A     | Pierce LePage       | Kanada       | 14,26 m | 14,29 m | 14,83 m | 14,83 m  | 779   |            | 2 725  | 4         |
| 14        | B     | Niklas Kaul         | Tyskland     | 14,49 m | 14,52 m | x       | 14,52 m  | 760   |            | 2 407  | 20        |
| 15        | A     | Tim Nowak           | Tyskland     | 14,37 m | 14,40 m | 14,44 m | 14,44 m  | 755   |            | 2 367  | 21        |
| 16        | B     | Kai Kazmirek        | Tyskland     | 14,06 m | 13,59 m | 14,29 m | 14,29 m  | 746   |            | 2 497  | 13        |
| 17        | B     | Ashley Moloney      | Australien   | 14,28 m | 14,27 m | 14,11 m | 14,28 m  | 745   | 0SB0       | 2 647  | 8         |
| 18        | B     | Ken Mullings        | Bahamas      | 13,83 m | 13,49 m | x       | 13,83 m  | 718   |            | 2 421  | 19        |
| 19        | B     | Sander Skotheim     | Norge        | 12,99 m | 13,49 m | 13,69 m | 13,69 m  | 709   |            | 2 544  | 11        |
| 20        | B     | Steve Bastien       | USA          | 13,36 m | 13,00 m | 13,20 m | 13,36 m  | 689   |            | 2 478  | 16        |
| 21        | B     | Cedric Dubler       | Australien   | 11,53 m | 12,87 m | 12,74 m | 12,87 m  | 659   |            | 2 485  | 15        |
| 23        | A     | Marcus Nilsson      | Sverige      |         |         |         | 0DNS0    | 0     |            |        | 23        |

### Höjdhopp
Höjdhoppstävlingen startade den 23 juli klockan 12:10.
| Placering | Grupp | Namn                | Nationalitet | 1,78 m | 1,81 m | 1,84 m | 1,87 m | 1,90 m | 1,93 m | 1,96 m | 1,99 m | 2,02 m | 2,05 m | 2,08 m | 2,11 m | 2,14 m | 2,17 m | 2,20 m | Resultat | Poäng | Noteringar | Totalt | Totalt    |
| Placering | Grupp | Namn                | Nationalitet | 1,78 m | 1,81 m | 1,84 m | 1,87 m | 1,90 m | 1,93 m | 1,96 m | 1,99 m | 2,02 m | 2,05 m | 2,08 m | 2,11 m | 2,14 m | 2,17 m | 2,20 m | Resultat | Poäng | Noteringar | Poäng  | Placering |
|           |       |                     |              |        |        |        |        |        |        |        |        |        |        |        |        |        |        |        |          |       |            |        |           |
| --------- | ----- | ------------------- | ------------ | ------ | ------ | ------ | ------ | ------ | ------ | ------ | ------ | ------ | ------ | ------ | ------ | ------ | ------ | ------ | -------- | ----- | ---------- | ------ | --------- |
| 1         | A     | Sander Skotheim     | Norge        | –      | –      | –      | –      | –      | –      | xo     | –      | o      | o      | o      | o      | o      | o      | xxx    | 2,17 m   | 963   | 0PB0       | 3 507  | 7         |
| 2         | A     | Kyle Garland        | USA          | –      | –      | –      | –      | –      | –      | o      | o      | o      | o      | o      | o      | o      | xxx    |        | 2,14 m   | 934   |            | 3 582  | 3         |
| 3         | A     | Maicel Uibo         | Estland      | –      | –      | –      | –      | –      | –      | –      | o      | o      | xxo    | xo     | xo     | xxx    |        |        | 2,11 m   | 906   |            | 3 427  | 9         |
| 4         | A     | Zachery Ziemek      | USA          | –      | –      | –      | –      | –      | –      | –      | o      | –      | o      | o      | xxx    |        |        |        | 2,08 m   | 878   |            | 3 634  | 2         |
| 5         | A     | Cedric Dubler       | Australien   | –      | –      | –      | –      | –      | –      | –      | o      | xxo    | o      | xo     | xxx    |        |        |        | 2,08 m   | 878   |            | 3 363  | 12        |
| 6         | B     | Niklas Kaul         | Tyskland     | –      | –      | –      | –      | –      | o      | o      | o      | o      | o      |        |        |        |        |        | 2,05 m   | 850   | 0SB0       | 3 257  | 18        |
| 7         | B     | Kevin Mayer         | Frankrike    | –      | –      | –      | –      | –      | o      | –      | o      | xxo    | o      | xxx    |        |        |        |        | 2,05 m   | 850   | 0SB0       | 3 530  | 5         |
| 7         | A     | Ken Mullings        | Bahamas      | –      | –      | –      | –      | –      | –      | o      | xo     | xo     | o      | xxx    |        |        |        |        | 2,05 m   | 850   |            | 3 271  | 17        |
| 9         | A     | Tim Nowak           | Tyskland     | –      | –      | –      | –      | –      | –      | o      | o      | o      | xo     | xxx    |        |        |        |        | 2,05 m   | 850   |            | 3 217  | 20        |
| 10        | B     | Janek Õiglane       | Estland      | –      | –      | –      | –      | xo     | –      | o      | o      | o      | xo     | xxx    |        |        |        |        | 2,05 m   | 850   | 0PB0       | 3 339  | 13        |
| 11        | B     | Damian Warner       | Kanada       | –      | –      | –      | –      | –      | o      | xo     | xo     | o      | xo     | xxx    |        |        |        |        | 2,05 m   | 850   | 0SB0       | 3 696  | 1         |
| 12        | A     | Ayden Owens-Delerme | Puerto Rico  | –      | –      | –      | o      | o      | o      | o      | xo     | xo     | xxx    |        |        |        |        |        | 2,02 m   | 822   |            | 3 550  | 4         |
| 13        | B     | Kai Kazmirek        | Tyskland     | –      | –      | –      | –      | –      | o      | o      | o      | xxo    | xxx    |        |        |        |        |        | 2,02 m   | 822   |            | 3 319  | 14        |
| 13        | A     | Steve Bastien       | USA          | –      | –      | –      | –      | –      | o      | –      | o      | xxo    | xxx    |        |        |        |        |        | 2,02 m   | 822   |            | 3 300  | 16        |
| 15        | A     | Lindon Victor       | Grenada      | –      | –      | –      | –      | xo     | o      | xo     | xxo    | xxo    | xxx    |        |        |        |        |        | 2,02 m   | 822   |            | 3 477  | 8         |
| 16        | A     | Pierce LePage       | Kanada       | –      | –      | –      | –      | –      | –      | xo     | o      | xxx    |        |        |        |        |        |        | 1,99 m   | 794   | 0SB0       | 3 519  | 6         |
| 17        | B     | Leo Neugebauer      | Tyskland     | –      | –      | –      | xo     | o      | xo     | xxo    | o      | xxx    |        |        |        |        |        |        | 1,99 m   | 794   |            | 3 405  | 11        |
| 18        | B     | Daniel Golubovic    | Australien   | –      | –      | o      | o      | xo     | xo     | o      | xxx    |        |        |        |        |        |        |        | 1,96 m   | 767   | 0SB0       | 3 224  | 19        |
| 19        | B     | Ashley Moloney      | Australien   | –      | –      | –      | –      | o      | –      | xo     | xxx    |        |        |        |        |        |        |        | 1,96 m   | 767   |            | 3 414  | 10        |
| 20        | B     | Jiří Sýkora         | Tjeckien     | –      | o      | o      | o      | xxo    | xo     | xxx    |        |        |        |        |        |        |        |        | 1,93 m   | 740   |            | 3 206  | 21        |
| 21        | B     | Johannes Erm        | Estland      | –      | –      | –      | xo     | xxo    | xo     | xxx    |        |        |        |        |        |        |        |        | 1,93 m   | 740   |            | 3 307  | 15        |

### 400 meter
400-meterstävlingen startade den 23 juli klockan 18:55.
| Placering | Heat | Namn                | Nationalitet | Resultat | Poäng | Noteringar | Totalt | Totalt    |
| Placering | Heat | Namn                | Nationalitet | Resultat | Poäng | Noteringar | Poäng  | Placering |
| --------- | ---- | ------------------- | ------------ | -------- | ----- | ---------- | ------ | --------- |
| 1         | 3    | Ayden Owens-Delerme | Puerto Rico  | 45,07    | 1 056 | 0PB0       | 4 606  | 1         |
| 2         | 3    | Pierce LePage       | Kanada       | 46,84    | 966   | 0PB0       | 4 485  | 2         |
| 3         | 3    | Ashley Moloney      | Australien   | 46,88    | 964   | 0SB0       | 4 378  | 5         |
| 4         | 3    | Johannes Erm        | Estland      | 47,03    | 957   | 0PB0       | 4 264  | 11        |
| 5         | 3    | Cedric Dubler       | Australien   | 47,71    | 923   |            | 4 286  | 10        |
| 6         | 3    | Steve Bastien       | USA          | 47,95    | 912   |            | 4 212  | 13        |
| 7         | 3    | Leo Neugebauer      | Tyskland     | 48,34    | 893   |            | 4 298  | 9         |
| 8         | 2    | Niklas Kaul         | Tyskland     | 48,39    | 890   | 0SB0       | 4 147  | 16        |
| 9         | 1    | Janek Õiglane       | Estland      | 49,16    | 854   | 0SB0       | 4 193  | 14        |
| 10        | 1    | Ken Mullings        | Bahamas      | 49,25    | 849   | 0SB0       | 4 120  | 17        |
| 11        | 2    | Lindon Victor       | Grenada      | 49,27    | 849   |            | 4 326  | 8         |
| 12        | 2    | Jiří Sýkora         | Tjeckien     | 49,29    | 848   |            | 4 054  | 19        |
| 13        | 2    | Kai Kazmirek        | Tyskland     | 49,33    | 846   |            | 4 165  | 15        |
| 14        | 2    | Kevin Mayer         | Frankrike    | 49,40    | 842   | 0SB0       | 4 372  | 6         |
| 15        | 2    | Daniel Golubovic    | Australien   | 49,44    | 841   | 0SB0       | 4 065  | 18        |
| 16        | 1    | Zachery Ziemek      | USA          | 49,56    | 835   | 0SB0       | 4 469  | 3         |
| 17        | 2    | Kyle Garland        | USA          | 49,64    | 831   |            | 4 413  | 4         |
| 18        | 2    | Sander Skotheim     | Norge        | 49,80    | 824   |            | 4 331  | 7         |
| 19        | 1    | Maicel Uibo         | Estland      | 50,38    | 797   | 0SB0       | 4 224  | 12        |
| 20        | 1    | Tim Nowak           | Tyskland     | 50,94    | 772   |            | 3 989  | 20        |
|           | 3    | Damian Warner       | Kanada       | 0DNF0    | 0     |            | 0DNF0  |           |

### 110 meter häck
Tävlingen på 110 meter häck startade den 24 juli klockan 09:35.
| Placering | Heat | Namn                | Nationalitet | Resultat | Poäng | Noteringar | Totalt | Totalt    |
| Placering | Heat | Namn                | Nationalitet | Resultat | Poäng | Noteringar | Poäng  | Placering |
| --------- | ---- | ------------------- | ------------ | -------- | ----- | ---------- | ------ | --------- |
| 1         | 3    | Pierce LePage       | Kanada       | 13,78    | 1 003 | 0PB0       | 5 488  | 2         |
| 2         | 3    | Ayden Owens-Delerme | Puerto Rico  | 13,88    | 990   |            | 5 596  | 1         |
| 3         | 3    | Daniel Golubovic    | Australien   | 13,92    | 985   | 0PB0       | 5 050  | 18        |
| 4         | 3    | Kevin Mayer         | Frankrike    | 13,92    | 985   | 0SB0       | 5 357  | 5         |
| 5         | 2    | Ken Mullings        | Bahamas      | 14,02    | 972   | 0PB0       | 5 092  | 14        |
| 6         | 2    | Jiří Sýkora         | Tjeckien     | 14,14    | 957   | 0SB0       | 5 011  | 19        |
| 7         | 3    | Kyle Garland        | USA          | 14,18    | 951   |            | 5 364  | 4         |
| 8         | 2    | Niklas Kaul         | Tyskland     | 14,27    | 940   | 0PB0       | 5 087  | 15        |
| 9         | 3    | Cedric Dubler       | Australien   | 14,28    | 939   |            | 5 225  | 7         |
| 10        | 1    | Johannes Erm        | Estland      | 14,38    | 926   | 0SB0       | 5 190  | 9         |
| 11        | 2    | Kai Kazmirek        | Tyskland     | 14,43    | 920   |            | 5 085  | 16        |
| 12        | 2    | Ashley Moloney      | Australien   | 14,46    | 916   | 0SB0       | 5 294  | 6         |
| 13        | 1    | Zachery Ziemek      | USA          | 14,47    | 915   | 0SB0       | 5 384  | 3         |
| 14        | 1    | Maicel Uibo         | Estland      | 14,49    | 912   | 0SB0       | 5 136  | 12        |
| 15        | 2    | Janek Õiglane       | Estland      | 14,69    | 887   |            | 5 080  | 17        |
| 16        | 2    | Steve Bastien       | USA          | 14,75    | 880   |            | 5 092  | 13        |
| 17        | 1    | Lindon Victor       | Grenada      | 14,76    | 879   |            | 5 205  | 8         |
| 18        | 1    | Leo Neugebauer      | Tyskland     | 14,86    | 867   |            | 5 165  | 11        |
| 19        | 1    | Tim Nowak           | Tyskland     | 14,91    | 797   |            | 4 224  | 20        |
| 20        | 1    | Sander Skotheim     | Norge        | 15,05    | 843   |            | 5 174  | 10        |

### Diskus
Diskustävlingen startade den 24 juli klockan 10:30.
| Placering | Grupp | Namn                | Nationalitet | Omgång  | Omgång  | Omgång  | Resultat | Poäng | Noteringar | Totalt | Totalt    |
| Placering | Grupp | Namn                | Nationalitet | 1       | 2       | 3       | Resultat | Poäng | Noteringar | Poäng  | Placering |
| --------- | ----- | ------------------- | ------------ | ------- | ------- | ------- | -------- | ----- | ---------- | ------ | --------- |
| 1         | A     | Jiří Sýkora         | Tjeckien     | 51,01 m | 53,67 m | 54,39 m | 54,39 m  | 962   | CDB        | 5 973  | 9         |
| 2         | B     | Lindon Victor       | Grenada      | 44,70 m | 49,32 m | 53,92 m | 53,92 m  | 952   |            | 6 157  | 5         |
| 3         | B     | Pierce LePage       | Kanada       | 53,26 m | x       | x       | 53,26 m  | 939   | 0PB0       | 6 427  | 1         |
| 4         | B     | Leo Neugebauer      | Tyskland     | 51,63 m | 51,88 m | x       | 51,88 m  | 910   |            | 6 075  | 7         |
| 5         | A     | Kevin Mayer         | Frankrike    | 49,44 m | x       | 48,44 m | 49,44 m  | 859   | 0SB0       | 6 216  | 4         |
| 6         | A     | Zachery Ziemek      | USA          | 45,47 m | 45,30 m | 48,40 m | 48,40 m  | 837   |            | 6 221  | 3         |
| 7         | A     | Maicel Uibo         | Estland      | 46,52 m | x       | 44,66 m | 46,52 m  | 798   |            | 5 934  | 12        |
| 8         | B     | Daniel Golubovic    | Australien   | 46,37 m | 45,87 m | 45,28 m | 46,37 m  | 795   |            | 5 845  | 15        |
| 9         | B     | Kyle Garland        | USA          | x       | 45,44 m | x       | 45,44 m  | 776   |            | 6 140  | 6         |
| 10        | B     | Niklas Kaul         | Tyskland     | 40,73 m | 44,62 m | x       | 44,62 m  | 759   |            | 5 846  | 14        |
| 11        | B     | Johannes Erm        | Estland      | 40,78 m | 44,18 m | x       | 44,18 m  | 750   |            | 5 940  | 11        |
| 12        | B     | Sander Skotheim     | Norge        | 40,83 m | x       | 42,89 m | 42,89 m  | 724   |            | 5 898  | 13        |
| 13        | A     | Cedric Dubler       | Australien   | 41,09 m | 40,32 m | 42,88 m | 42,88 m  | 723   |            | 5 948  | 10        |
| 14        | B     | Ken Mullings        | Bahamas      | x       | 40,73 m | 42,70 m | 42,70 m  | 720   |            | 5 812  | 16        |
| 15        | A     | Ashley Moloney      | Australien   | x       | x       | 42,45 m | 42,45 m  | 715   | 0SB0       | 6 009  | 8         |
| 16        | B     | Ayden Owens-Delerme | Puerto Rico  | 42,36 m | 38,70 m | x       | 42,36 m  | 713   |            | 6 309  | 2         |
| 17        | A     | Tim Nowak           | Tyskland     | 42,13 m | x       | x       | 42,13 m  | 708   |            | 5 557  | 19        |
| 18        | A     | Kai Kazmirek        | Tyskland     | 40,72 m | 40,54 m | 40,96 m | 40,96 m  | 684   |            | 5 769  | 18        |
| 19        | B     | Steve Bastien       | USA          | 38,46 m | x       | 40,66 m | 40,66 m  | 678   | 0SB0       | 5 770  | 17        |
| 20        | A     | Janek Õiglane       | Estland      | x       | 30,49 m | 29,67 m | 30,49 m  | 474   |            | 5 554  | 20        |

### Stavhopp
Stavhoppstävlingen startade den 24 juli klockan 17:05.
| Placering | Grupp | Namn                | Nationalitet | 4,00 m | 4,10 m | 4,20 m | 4,30 m | 4,40 m | 4,50 m | 4,60 m | 4,70 m | 4,80 m | 4,90 m | 5,00 m | 5,10 m | 5,20 m | 5,30 m | 5,40 m | 5,50 m | Resultat | Poäng | Noteringar | Totalt | Totalt    |
| Placering | Grupp | Namn                | Nationalitet | 4,00 m | 4,10 m | 4,20 m | 4,30 m | 4,40 m | 4,50 m | 4,60 m | 4,70 m | 4,80 m | 4,90 m | 5,00 m | 5,10 m | 5,20 m | 5,30 m | 5,40 m | 5,50 m | Resultat | Poäng | Noteringar | Poäng  | Placering |
|           |       |                     |              |        |        |        |        |        |        |        |        |        |        |        |        |        |        |        |        |          |       |            |        |           |
| --------- | ----- | ------------------- | ------------ | ------ | ------ | ------ | ------ | ------ | ------ | ------ | ------ | ------ | ------ | ------ | ------ | ------ | ------ | ------ | ------ | -------- | ----- | ---------- | ------ | --------- |
| 1         | A     | Kevin Mayer         | Frankrike    | –      | –      | –      | –      | –      | –      | –      | –      | –      | –      | xxo    | xo     | xo     | o      | xo     | xxx    | 5,40 m   | 1 035 | 0SB0       | 7 251  | 3         |
| 2         | A     | Zachery Ziemek      | USA          | –      | –      | –      | –      | –      | –      | –      | –      | –      | –      | o      | o      | o      | –      | xxo    | xxx    | 5,40 m   | 1 035 | 0SB0       | 7 256  | 2         |
| 3         | A     | Maicel Uibo         | Estland      | –      | –      | –      | –      | –      | –      | –      | –      | –      | –      | xxo    | xxo    | o      | o      | xxx    |        | 5,30 m   | 1 004 |            | 6 938  | 6         |
| 4         | A     | Cedric Dubler       | Australien   | –      | –      | –      | –      | –      | –      | o      | –      | o      | o      | o      | o      | xxx    |        |        |        | 5,10 m   | 941   | 0SB0       | 6 889  | 9         |
| 5         | B     | Pierce LePage       | Kanada       | –      | –      | –      | –      | –      | –      | –      | xo     | –      | o      | o      | xxx    |        |        |        |        | 5,00 m   | 910   | 0SB0       | 7 337  | 1         |
| 6         | A     | Kai Kazmirek        | Tyskland     | –      | –      | –      | –      | –      | –      | –      | o      | –      | o      | xxo    | xxx    |        |        |        |        | 5,00 m   | 910   | 0SB0       | 6 679  | 14        |
| 7         | B     | Niklas Kaul         | Tyskland     | –      | –      | –      | –      | –      | –      | –      | xxo    | o      | xxx    |        |        |        |        |        |        | 4,80 m   | 849   |            | 6 695  | 13        |
| 8         | B     | Leo Neugebauer      | Tyskland     | –      | –      | –      | –      | o      | xo     | o      | o      | xo     | xxx    |        |        |        |        |        |        | 4,80 m   | 849   |            | 6 924  | 8         |
| 9         | B     | Lindon Victor       | Grenada      | –      | –      | –      | –      | xo     | o      | o      | xxo    | xo     | xxx    |        |        |        |        |        |        | 4,80 m   | 849   | 0SB0       | 7 006  | 5         |
| 10        | B     | Johannes Erm        | Estland      | –      | –      | –      | –      | –      | –      | xo     | o      | xxx    |        |        |        |        |        |        |        | 4,70 m   | 819   |            | 6 759  | 11        |
| 11        | B     | Sander Skotheim     | Norge        | –      | –      | –      | –      | o      | –      | o      | xo     | xxx    |        |        |        |        |        |        |        | 4,70 m   | 819   |            | 6 717  | 12        |
| 12        | B     | Steve Bastien       | USA          | –      | –      | –      | –      | xo     | xo     | o      | xo     | xxx    |        |        |        |        |        |        |        | 4,70 m   | 819   |            | 6 589  | 16        |
| 13        | B     | Daniel Golubovic    | Australien   | –      | –      | –      | –      | xxo    | –      | o      | –      | xxx    |        |        |        |        |        |        |        | 4,60 m   | 790   |            | 6 635  | 15        |
| 14        | A     | Jiří Sýkora         | Tjeckien     | –      | xxo    | –      | r      |        |        |        |        |        |        |        |        |        |        |        |        | 4,60 m   | 790   |            | 6 763  | 10        |
| 15        | B     | Kyle Garland        | USA          | –      | –      | –      | xo     | o      | o      | xxo    | xxx    |        |        |        |        |        |        |        |        | 4,60 m   | 790   |            | 6 930  | 7         |
| 16        | B     | Ayden Owens-Delerme | Puerto Rico  | –      | –      | –      | –      | –      | o      | xxx    |        |        |        |        |        |        |        |        |        | 4,50 m   | 760   |            | 7 069  | 4         |
| 17        | B     | Ken Mullings        | Bahamas      | –      | o      | o      | xo     | xo     | o      | xxx    |        |        |        |        |        |        |        |        |        | 4,50 m   | 760   |            | 6 572  | 17        |
| 18        | A     | Tim Nowak           | Tyskland     | –      | –      | xxx    |        |        |        |        |        |        |        |        |        |        |        |        |        | NM       | 0     |            | 5 557  | 18        |

### Spjutkastning
Spjuttävlingen startade den 24 juli klockan 17:05.
| Placering | Grupp | Namn                | Nationalitet | Omgång  | Omgång  | Omgång  | Resultat | Poäng | Noteringar | Totalt | Totalt    |
| Placering | Grupp | Namn                | Nationalitet | 1       | 2       | 3       | Resultat | Poäng | Noteringar | Poäng  | Placering |
| --------- | ----- | ------------------- | ------------ | ------- | ------- | ------- | -------- | ----- | ---------- | ------ | --------- |
| 1         | A     | Kevin Mayer         | Frankrike    | 64,01 m | 70,31 m | 68,73 m | 70,31 m  | 894   | 0SB0       | 8 145  | 1         |
| 2         | B     | Niklas Kaul         | Tyskland     | 67,33 m | 67,93 m | 69,74 m | 69,74 m  | 885   | 0SB0       | 7 580  | 7         |
| 3         | B     | Lindon Victor       | Grenada      | 59,59 m | 65,52 m | 66,20 m | 66,20 m  | 832   | 0SB0       | 7 838  | 4         |
| 4         | A     | Maicel Uibo         | Estland      | 62,11 m | 60,45 m | 63,54 m | 63,54 m  | 791   |            | 7 729  | 5         |
| 5         | A     | Kai Kazmirek        | Tyskland     | 62,52 m | 60,50 m | 59,37 m | 60,50 m  | 776   |            | 7 455  | 12        |
| 6         | A     | Zachery Ziemek      | USA          | 58,22 m | 61,19 m | 62,18 m | 62,18 m  | 771   | 0PB0       | 8 027  | 3         |
| 7         | A     | Jiří Sýkora         | Tjeckien     | x       | 61,49 m | x       | 61,49 m  | 760   | 0SB0       | 7 523  | 11        |
| 8         | B     | Pierce LePage       | Kanada       | 48,95 m | 57,52 m | 56,63 m | 57,52 m  | 701   | 0SB0       | 8 038  | 2         |
| 9         | A     | Ken Mullings        | Bahamas      | 56,92 m | 53,78 m | 54,59 m | 56,92 m  | 692   | 0SB0       | 7 264  | 17        |
| 10        | B     | Johannes Erm        | Estland      | 50,70 m | 56,87 m | 49,65 m | 56,87 m  | 691   |            | 7 450  | 13        |
| 11        | B     | Daniel Golubovic    | Australien   | 54,33 m | 56,75 m | 55,45 m | 56,75 m  | 689   | 0SB0       | 7 324  | 15        |
| 12        | A     | Tim Nowak           | Tyskland     | 50,31 m | 46,70 m | 56,52 m | 56,52 m  | 686   |            | 6 243  | 18        |
| 13        | B     | Steve Bastien       | USA          | 53,49 m | 54,46 m | 55,80 m | 55,80 m  | 675   | 0SB0       | 7 264  | 16        |
| 14        | B     | Sander Skotheim     | Norge        | 50,25 m | 54,16 m | 55,47 m | 55,47 m  | 670   |            | 7 387  | 14        |
| 15        | A     | Cedric Dubler       | Australien   | 54,76 m | 53,34 m | 49,73 m | 54,76 m  | 659   |            | 7 548  | 10        |
| 16        | B     | Kyle Garland        | USA          | 48,51 m | 53,23 m | x       | 53,23 m  | 637   |            | 7 567  | 8         |
| 17        | B     | Leo Neugebauer      | Tyskland     | 41,73 m | 52,80 m | x       | 52,80 m  | 630   |            | 7 554  | 9         |
| 18        | A     | Ayden Owens-Delerme | Puerto Rico  | 50,98 m | 46,24 m | 49,58 m | 50,98 m  | 603   |            | 7 672  | 6         |

### 1 500 meter
Tävlingen på 1 500 meter startade den 24 juli klockan 19:20.
| Placering | Namn                | Nationalitet | Resultat | Poäng | Noteringar | Totalt | Totalt    |
| Placering | Namn                | Nationalitet | Resultat | Poäng | Noteringar | Poäng  | Placering |
| --------- | ------------------- | ------------ | -------- | ----- | ---------- | ------ | --------- |
| 1         | Ayden Owens-Delerme | Puerto Rico  | 4.13,02  | 860   | 0PB0       | 8 532  | 4         |
| 2         | Niklas Kaul         | Tyskland     | 4.13,81  | 854   | 0PB0       | 8 434  | 6         |
| 3         | Johannes Erm        | Estland      | 4.25,08  | 777   | 0PB0       | 8 227  | 9         |
| 4         | Tim Nowak           | Tyskland     | 4.26,87  | 765   |            | 7 008  | 18        |
| 5         | Daniel Golubovic    | Australien   | 4.29,67  | 747   | 0SB0       | 8 071  | 14        |
| 6         | Cedric Dubler       | Australien   | 4.37,26  | 698   | 0SB0       | 8 246  | 8         |
| 7         | Maicel Uibo         | Estland      | 4.37,58  | 696   |            | 8 425  | 7         |
| 8         | Sander Skotheim     | Norge        | 4.40,84  | 675   |            | 8 062  | 15        |
| 9         | Steve Bastien       | USA          | 4.40,92  | 675   |            | 7 939  | 16        |
| 10        | Kevin Mayer         | Frankrike    | 4.41,44  | 671   | 0SB0       | 8 816  | 1         |
| 11        | Pierce LePage       | Kanada       | 4.42,77  | 663   | 0SB0       | 8 701  | 2         |
| 12        | Kai Kazmirek        | Tyskland     | 4.43,51  | 658   |            | 8 113  | 12        |
| 13        | Zachery Ziemek      | USA          | 4.44,97  | 649   |            | 8 676  | 3         |
| 14        | Lindon Victor       | Grenada      | 4.47,22  | 636   | 0SB0       | 8 474  | 5         |
| 15        | Leo Neugebauer      | Tyskland     | 4.48,41  | 628   |            | 8 182  | 10        |
| 16        | Ken Mullings        | Bahamas      | 4.52,85  | 602   | 0SB0       | 7 866  | 17        |
| 17        | Jiří Sýkora         | Tjeckien     | 4.55,90  | 584   | 0SB0       | 8 107  | 13        |
| 18        | Kyle Garland        | USA          | 4.58,94  | 566   |            | 8 133  | 11        |

### Slutställning
Slutställningen är enligt följande:
| Placering | Namn                | Nationalitet | 100 m | Längd  | Kula    | Höjd   | 400 m | 110 m häck | Diskus  | Stav   | Spjut   | 1 500 m | Totalt | Noteringar |
| --------- | ------------------- | ------------ | ----- | ------ | ------- | ------ | ----- | ---------- | ------- | ------ | ------- | ------- | ------ | ---------- |
| 1         | Kevin Mayer         | Frankrike    | 10,62 | 7,54 m | 14,98 m | 2,05 m | 49,40 | 13,92      | 49,44 m | 5,40 m | 70,31 m | 4.41,44 | 8 816  | 0SB0       |
| 2         | Pierce LePage       | Kanada       | 10,39 | 7,54 m | 14,83 m | 1,99 m | 46,84 | 13,78      | 53,26 m | 5,00 m | 57,52 m | 4.42,77 | 8 701  | 0PB0       |
| 3         | Zachery Ziemek      | USA          | 10,57 | 7,70 m | 15,37 m | 2,08 m | 49,56 | 14,47      | 48,40 m | 5,40 m | 62,18 m | 4.44,97 | 8 676  | 0PB0       |
| 4         | Ayden Owens-Delerme | Puerto Rico  | 10,52 | 7,64 m | 14,97 m | 2,02 m | 45,07 | 13,88      | 42,36 m | 4,50 m | 50,98 m | 4.13,02 | 8 532  | 0NR0       |
| 5         | Lindon Victor       | Grenada      | 10,78 | 7,26 m | 16,29 m | 2,02 m | 49,27 | 14,76      | 53,92 m | 4,80 m | 66,20 m | 4.47,22 | 8 474  | 0SB0       |
| 6         | Niklas Kaul         | Tyskland     | 11,22 | 7,09 m | 14,52 m | 2,05 m | 48,39 | 14,27      | 44,62 m | 4,80 m | 69,74 m | 4.13,81 | 8 434  | 0SB0       |
| 7         | Maicel Uibo         | Estland      | 11,14 | 7,32 m | 15,17 m | 2,11 m | 50,38 | 14,49      | 46,52 m | 5,30 m | 63,54 m | 4.37,58 | 8 425  | 0SB0       |
| 8         | Cedric Dubler       | Australien   | 10,93 | 7,56 m | 12,87 m | 2,08 m | 47,71 | 14,28      | 42,88 m | 5,10 m | 54,76 m | 4.37,26 | 8 246  | 0SB0       |
| 9         | Johannes Erm        | Estland      | 10,94 | 7,37 m | 15,01 m | 1,93 m | 47,02 | 14,38      | 44,18 m | 4,70 m | 56,87 m | 4.25,08 | 8 227  |            |
| 10        | Leo Neugebauer      | Tyskland     | 11,07 | 7,46 m | 15,83 m | 1,99 m | 48,34 | 14,86      | 51,88 m | 4,80 m | 52,80 m | 4.48,41 | 8 182  |            |
| 11        | Kyle Garland        | USA          | 10,69 | 7,41 m | 15,24 m | 2,14 m | 49,64 | 14,18      | 45,44 m | 4,60 m | 53,23 m | 4.58,94 | 8 133  |            |
| 12        | Kai Kazmirek        | Tyskland     | 11,19 | 7,49 m | 14,29 m | 2,02 m | 49,33 | 14,43      | 40,96 m | 5,00 m | 62,52 m | 4.43,51 | 8 113  | 0SB0       |
| 13        | Jiří Sýkora         | Tjeckien     | 11,11 | 7,14 m | 14,89 m | 1,93 m | 49,29 | 14,14      | 54,39 m | 4,60 m | 61,49 m | 4.55,90 | 8 107  | 0SB0       |
| 14        | Daniel Golubovic    | Australien   | 10,99 | 6,96 m | 15,00 m | 1,96 m | 49,44 | 13,92      | 46,37 m | 4,60 m | 56,75 m | 4.29,67 | 8 071  | 0SB0       |
| 15        | Sander Skotheim     | Norge        | 10,88 | 7,55 m | 13,69 m | 2,17 m | 49,80 | 15,05      | 42,89 m | 4,70 m | 55,47 m | 4.40,84 | 8 062  |            |
| 16        | Steve Bastien       | USA          | 10,93 | 7,41 m | 13,36 m | 2,02 m | 47,95 | 14,75      | 40,66 m | 4,70 m | 55,80 m | 4.40,92 | 7 939  |            |
| 17        | Ken Mullings        | Bahamas      | 10,83 | 6,96 m | 13,83 m | 2,05 m | 49,25 | 14,02      | 42,70 m | 4,50 m | 56,92 m | 4.52,85 | 7 866  | 0NR0       |
| 18        | Tim Nowak           | Tyskland     | 11,43 | 7,13 m | 14,44 m | 2,05 m | 50,94 | 14,91      | 42,13 m | NM     | 56,52 m | 4.26,87 | 7 008  |            |
|           | Ashley Moloney      | Australien   | 10,49 | 7,46 m | 14,28 m | 1,96 m | 46,88 | 14,46      | 42,45 m | 0DNS0  | –       | –       | 0DNF0  |            |
|           | Janek Õiglane       | Estland      | 11,12 | 7,26 m | 14,83 m | 2,05 m | 49,16 | 14,69      | 30,49 m | 0DNS0  | –       | –       | 0DNF0  |            |
|           | Damian Warner       | Kanada       | 10,27 | 7,87 m | 14,99 m | 2,05 m | 0DNF0 | –          | –       | –      | –       | –       | 0DNF0  |            |
|           | Marcus Nilsson      | Sverige      | 11,46 | 5,90 m | 0DNS0   | –      | –     | –          | –       | –      | –       | –       | 0DNF0  |            |
|           | Andy Preciado       | Ecuador      | 0DNF0 | –      | –       | –      | –     | –          | –       | –      | –       | –       | 0DNF0  |            |